# Alphataurus (álbum)
Alphataurus  es el primer álbum de estudio y álbum debut de la banda vanguardista italiana de rock: Alphataurus. Lanzado en 1973. El álbum se consideró en su tiempo con un éxito de forma independiente pero es considerado uno de los clásicos del rock progresivo italiano
Debido al poco éxito comercial del álbum en la actualidad es considerado como un álbum de culto y es buscado por coleccionistas de álbumes ligados al género del rock progresivo, especialmente las ediciones japonesas por los mismos seguidores de culto.
Anteriormente se consideraba el único álbum de estudio de Alphataurus pero reciente en el 2012 se saco su segundo álbum de estudio titulado: "AttosecondO".
El álbum ha pasado por distintas remasterizaciones de distintas discográficas como: Arcàngelo, AMS Records, BTF, Si-Wan Records, Belle Antique, Vinyl Magic y Crime.
El crítico Mox Cristadoro consideró el álbum debut de Alphataurus como uno de "Los 100 mejores discos del rock progresivo italiano" en una publicación que hizo el mismo crítico en el 2014.

## Sonido
El álbum es catalogado de sonido como rock progresivo, pero también se ha dicho que el álbum es de estilo y influencia del hard rock y progresivo sinfónico.

## Lista de canciones
Todas las canciones escritas y compuestas por Alphataurus. 
| Alphataurus |                      |          |  |
| N.º         | Título               | Duración |  |
| 1.          | «Peccato D'Orgoglio» | 12:20    |  |
| 2.          | «Dopo L'Uragano»     | 05:05    |  |
| 3.          | «Croma»              | 03:16    |  |
| 4.          | «La Mente Vola»      | 09:20    |  |
| 5.          | «Ombra Muta»         | 09:42    |  |
| 39:46       |                      |          |  |

## Personal
Todos los sencillos fueron compuestos y escritos por todos los miembros de Alphataurus tras la realización del álbum.
- Michele Bavaro  - vocal
- Pietro Pellegrini - piano, Órgano Hammond, sintetizador moog, vibráfono, espineta
- Guido Wasserman - guitarra
- Alfonso Oliva - bajo
- Giorgio Santandrea - batería, timbal de concierto, congas

### Personal adicional
- Adriano Marangoni - diseño de portada del álbum